# Woolsbridge
Woolsbridge – wieś w Anglii, w hrabstwie Dorset. Leży 43 km na wschód od miasta Dorchester i 143 km na południowy zachód od Londynu.